# Diego Hypólito
Diego Matias Hypólito ORB (Santo André, 19 de junho de 1986) é um ex-ginasta brasileiro que competiu em provas de ginástica artística. É o primeiro ginasta masculino do Brasil e da América do Sul, a conquistar uma medalha em Campeonatos Mundiais da modalidade. Diego e Rebeca Andrade são os dois únicos ginastas brasileiros a conquistar duas medalhas de ouro no Campeonato Mundial da modalidade, sendo bicampeão mundial do solo e membro ativo na seleção brasileira. É irmão da também ginasta Daniele Hypólito, com quem participou no Big Brother Brasil 25, da TV Globo.
Único representante brasileiro nos Jogos Olímpicos de Pequim, caiu em sua série de solo, aparelho este em que era favorito ao título, e encerrou em sexto. Oito anos depois, nas Olimpíadas do Rio de Janeiro, conquistou a medalha de prata.

## Biografia
Diego Hypólito nasceu no ABC paulista Santo André, região metropolitana de São Paulo, e mudou-se para a cidade do Rio de Janeiro. Filho de um motorista de ônibus chamado Wagner Hypólito e uma costureira chamada Geni Matias.  Assim possui ascendência grega vinda de seu pai (O nome Hypólito provem do nome grego Hippolyte, que acabara sendo traduzido ou aportuguesado devido aos ancestrais da família se deslocar para o Brasil), e portuguesa da parte materna. Ainda criança teve seu primeiro contato com o esporte no Clube de Regatas do Flamengo, o mesmo em que sua irmã Daniele treinava. Por insistência dela, especializou-se nos exercícios de solo, no qual conquistou seus primeiros títulos como infantil e mais tarde como júnior.
Em 2005, sofreu uma lesão na tíbia da perna direita, o que causou a interrupção de seus treinamentos por seis meses. No mesmo ano, retornou ao desporto duas semanas antes do Campeonato Mundial de Melbourne. Em 2006, foi admitido pelo então presidente Luiz Inácio Lula da Silva à Ordem de Rio Branco na qualidade de Oficial suplementar por méritos desportivos.
Por sua atuação nos Jogos Pan-americanos de 2007, foi indicado ao Prêmio Brasil Olímpico de atleta do ano, título conquistado pelo nadador Thiago Pereira. Em 2009, durante o Troféu Brasil, caiu em seu treino na barra fixa, tendo que abandonar a competição e passar por uma cirurgia.
Em 2020, candidatou-se, pela primeira vez, a um cargo político, pleiteando a uma vaga de vereador pelo município de São Paulo. Filiou-se ao Partido Socialista Brasileiro (PSB). Hypólito recebeu 3 786 votos, não sendo eleito.

## Carreira

### BRA Júnior
Iniciando sua carreira júnior em 2001, o ginasta conquistou três medalhas de ouro, uma de prata e três de bronze no Campeonato Nacional Brasileiro, realizado no Paraná. No evento seguinte, desta vez na capital paulista, foi o medalhista de prata por equipes e no concurso geral, e ouro nas provas do solo e salto.
Em mais uma edição do Campeonato Nacional, foi novamente campeão no solo e salto. Em 2002, na edição do VI Jogos da Juventude, Diego conquistou quatro medalhas de ouro (salto, solo, geral e argolas) e três de prata (paralelas, barra fixa e equipe), tornando-se o maior medalhista da competição, com sete medalhas individuais das sete disputáveis. Mais tarde, no Campeonato Pan-americano, foi ouro no solo e bronze no evento geral No ano posterior, conquistou seis medalhas de ouro e uma de prata em mais uma edição do Campeonato Brasileiro, do qual saiu como o maior vencedor. No seguinte evento, o VII Jogos da Juventude, conquistou outras seis medalhas de ouro e uma de prata, novamente saindo-se como o maior campeão. Em 2004, no Campeonato Pan-americano, Diego foi novamente vitorioso no solo e no salto chamado também de tuquinha da mesa.

### BRA Sênior
Em seu primeiro compromisso sênior, em 2002, apesar de ainda poder competir em alguns eventos da categoria júnior, o ginasta conquistou duas medalhas de ouro no Campeonato Nacional Brasileiro. No mesmo ano, participou do Campeonato Mundial de Londres aos dezesseis anos.
Em 2004, após competições pan-americana e mundial, o atleta participou da etapa da Copa do Mundo de Stuttgart, na qual atingira apenas o sétimo lugar no salto. Na etapa seguinte, realizada no Rio de Janeiro, foi medalhista de ouro em seus principais aparatos: salto e solo. Em nova etapa de Copa do Mundo, foi novamente ouro no solo e bronze no salto. No evento seguinte, em Glasgow, na etapa escocesa da Copa, o atleta saiu-se como medalhista de ouro no solo, e com a quarta colocação no salto. Na etapa de Gante, a quinta do ano, Diego foi medalhista de ouro no solo e bronze no salto. Qualificado, disputou a Final da Copa do Mundo de Birmingham, na qual conquistou novamente a medalha de ouro nos exercícios de solo.[carece de fontes?] Em 2005, Diego conquistou uma medalha de ouro em mais uma etapa de Copa do Mundo. Mais adiante, mesmo lesionado, competiu no Mundial de Melbourne. Em 2007, foi ouro em nova disputa de Copa do Mundo, agora em Stuttgart, na Alemanha. No ano seguinte, teve sua primeira aparição olímpica, nos Jogos de Pequim e conquistou a medalha de ouro do solo na Final da Copa do Mundo de Madrid, realizada na Espanha.
Abrindo o calendário competitivo de 2009, participou de nova etapa da Copa do Mundo, em Cottbus, na qual conquistou as medalhas de prata nos exercícios de solo, superado pelo japonês Kohei Uchimura, e no salto, superado pelo neerlandês Jeffrey Wammes. Na edição seguinte, em Maribor, foi ouro no solo e sétimo no salto, em prova vencida pelo israelense Stanislav Valeiev. Na etapa escocesa de Glasgow, conquistou os ouros no solo e no salto novamente. Em Moscou, terminou medalhista de ouro no solo. Em novembro, disputando a etapa da Croácia, conquistou o tetracampeonato nos exercícios de solo desta temporada.

### Big Brother Brasil 25
No dia 9 de janeiro de 2025, Diego foi confirmado juntamente com sua irmã Daniele Hypólito, como uma dupla do “Camarote” que compõe o elenco do reality show Big Brother Brasil 25. Após ser indicado a seis paredões, Diego foi o vigésimo eliminado do programa com a média de 59,77% dos votos em um paredão contra Renata Saldanha e Vitória Strada, terminando em 5.º lugar.

### Jogos Pan-Americanos

#### Santo Domingo 2003
Sua primeira aparição em Pans, deu-se em 2003, na capital dominicana. No evento, Diego conquistou a medalha de prata na disputa coletiva, atrás da equipe cubana. Classificado para duas finais individuais - salto e solo -, conquistou uma medalha. Na final do salto sobre a mesa, atingiu a segunda colocação, superado pelo cubano Eric López. Na final de seu principal aparelho, somou pontos apenas para terminar na quarta colocação.

#### Rio de Janeiro 2007

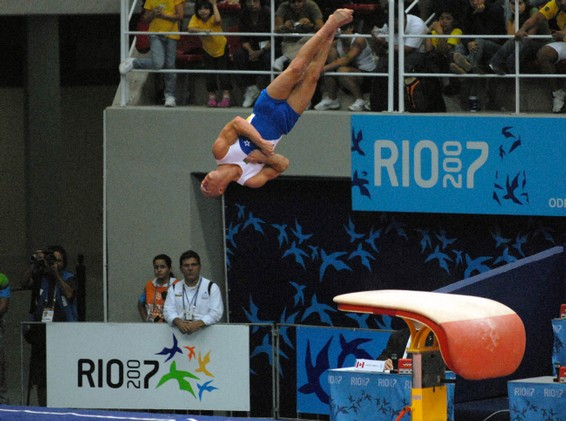
Diego durante um salto

Sua segunda aparição em Pans deu-se na cidade do Rio de Janeiro. No evento, Diego conquistou três medalhas, dentre as quais, duas de ouro. Por equipes, ao lado de Luis Augusto dos Anjos, Danilo Nogueira, Mosiah Rodrigues, Victor Rosa e Adan Santos, conquistou a segunda colocação na prova por equipes, atrás da seleção porto riquenha, medalhista de ouro.
Classificado para as finais do salto e do solo, o atleta saiu medalhista de ouro em ambos os eventos. Na final do solo, Diego superou o norte-americano Guillermo Alvarez e atingiu a primeira colocação com 15,875 pontos.
Com esses resultados, o ginasta entrou para a história do esporte ao ser o primeiro brasileiro a receber uma medalha de ouro da categoria.

### Campeonatos Mundiais de Ginástica Artística

#### Debrecen 2002eAnaheim 2003
Sua primeira aparição em mundiais ocorreu na cidade húngara de Debrecen. Competindo em seu principal aparelho, o ginasta conquistou vaga na final e atingiu a quinta colocação na prova. Na segunda participação, em Anaheim, nos Estados Unidos, Diego melhorou sua colocação em relação ao evento anterior e conquistou a quarta colocação no aparato, única final na qual esteve presente.

#### Melbourne 2005eAarhus 2006
Nessa edição pós-olímpica, sob um novo código de pontos, Diego, aos dezenove anos, teve sua estreia em pódios de mundiais, ao conquistar a medalha de ouro nos exercícios de solo, superando o canadense Brandon O'Neill, e o húngaro Robert Gal, prata e bronze, respectivamente.
Sua quarta participação no evento global, ocorreu na cidade dinamarquesa de Aarhus. Na ocasião, classificou-se para a final do salto e do solo. Na final do salto sobre a mesa, Diego somou 15,662 pontos, suficientes apenas para a quinta colocação geral, em prova vencida pelo romeno Marian Dragulescu. Na seguinte, o solo, foi novamente superado por Dragulescu e terminou na segunda posição, com a medalha de prata, não atingindo assim, o bicampeonato.

#### Stuttgart 2007
Sua quinta participação em mundiais decorreu em Stuttgart, Alemanha. No evento, Diego competiu em todos os aparelhos, visando a final por equipes e do concurso geral. Pontuando 16,050 no solo, conquistou a vaga para a final do aparelho, ao lado de mais sete ginastas: Makoto Okiguchi, Fuliang Liang, Alexander Shatilov, Guillermo Alvarez, Hisashi Mizutori, Zou Kai e Gervasio Deferr. Como o primeiro a competir, Diego somou 16,150, 0,100 a mais que na fase qualificatória, e favorecido pelas penalidades atribuídas ao chinês Zou Kai e ao japonês Makoto Okiguchi, conquistou a medalha de ouro, e com ela o bicampeonato no aparato. O espanhol Gervasio Deferr e o japonês Hisashi Mizutori, completaram o pódio dessa competição mundial, com a prata e o bronze, respectivamente.

#### Londres 2009
Na edição realizada na capital inglesa, Diego apresentou-se apenas nos exercícios de solo, ao optar por deixar de se participar das provas do salto, devido a cirurgia feita algumas semanas antes. Competindo no aparelho durante as classificatórias, caiu e pontuou 15,400, atrás 0,250 ponto do último classificado, o japonês Makoto Okiguchi. Reserva, não disputou a final, vencida pelo romeno Marian Dragulescu.

### Jogos Olímpicos

#### Pequim 2008
Sua primeira aparição olímpica foi nos Jogos Olímpicos de Pequim, na China, poucos meses após contrair dengue. No evento, Diego se apresentou em dois aparelhos durante a fase qualificatória: salto e solo. No salto, só executou o primeiro e não pôde ir à final. Já no solo, obteve 15.950 pontos e classificou-se na primeira posição. No final deste evento, sofreu uma queda em seu último exercício, terminando em sexto lugar.

#### Londres 2012
De volta à Olimpíada nos Jogos Olímpicos de Londres, na Inglaterra, sofreu quedas durante o qualificatório e não foi para a final. Diego afirmou que foi o ponto baixo de sua carreira, entrando em forte depressão após os Jogos.

#### Rio 2016
Em sua terceira aparição olímpica, no Rio de Janeiro, Diego se redimiu ao conquistar a prata na prova do solo, dividindo o pódio com outro brasileiro, o medalhista de bronze Arthur Mariano. Após a prova, emocionado afirmou “em Pequim, caí de bunda. Em Londres, de cara. Hoje, caí de pé”.

## Filmografia
| Ano  | Programa           | Personagem               | Notas        |
| ---- | ------------------ | ------------------------ | ------------ |
| 2021 | Show dos Famosos   | Participante (6.º lugar) | Temporada 4  |
| 2025 | Big Brother Brasil | Participante (5.º lugar) | Temporada 25 |

## Vida pessoal
Em 8 de maio de 2019, em um depoimento ao UOL Esporte, Hypolito revelou que é homossexual. Mesmo assim, teve um relacionamento breve com uma mulher em 2009. Diego namorou o advogado Marcus Duarte entre 2018 e 2020. Desde 2020 é membro da Bola de Neve Church.
Durante transmissão da Rede Globo ao vivo de evento de ginástica dos Jogos Olímpicos de 2024, Daiane dos Santos carinhosamente o chamou de Tutú, ao que Hypolito, rindo, confirmou ao apresentador ser seu apelido no mundo da ginástica.
Identidade Visual
Em 2020, Diego Hypólito ganhou uma nova identidade visual, criada pelo designer brasileiro Diogo Palilo, especialista em design de marcas esportivas. A nova marca foi desenvolvida para representar a trajetória de superação, excelência esportiva e novos projetos sociais do atleta. O símbolo, de construção minimalista e contemporânea, sintetiza movimento, leveza e força, refletindo os valores que Diego defende dentro e fora do esporte.
A identidade criada por Diogo Palilo é atualmente utilizada também no Instituto Hypólito, projeto social voltado à formação de novos talentos da ginástica artística.

## Medalhas
| Ano  | Evento                                    | AA | Equipe | Solo | Cavalo com alças | Argolas | Salto sobre o cavalo | Barras paralelas | Barra fixa |
| ---- | ----------------------------------------- | -- | ------ | ---- | ---------------- | ------- | -------------------- | ---------------- | ---------- |
| 2002 | Campeonato Nacional Brasileiro            |    |        |      |                  |         |                      |                  |            |
| 2002 | Campeonato Mundial de Ginástica Artística |    |        | 5º   |                  |         |                      |                  |            |
| 2003 | Jogos Pan-Americanos                      |    |        | 4º   |                  |         |                      |                  |            |
| 2003 | Campeonato Mundial de Ginástica Artística |    |        | 4º   |                  |         | 7º                   |                  |            |
| 2003 | Copa do Mundo – Cottbus                   |    |        |      |                  |         | 5º                   |                  |            |
| 2004 | Copa do Mundo – Rio de Janeiro            |    |        |      |                  |         |                      |                  |            |
| 2004 | Campeonato Nacional Brasileiro            |    |        |      |                  |         |                      |                  |            |
| 2004 | Copa do Mundo – Glasgow                   |    |        |      |                  |         | 4º                   |                  |            |
| 2004 | Copa do Mundo – Ghent                     |    |        |      |                  |         |                      |                  |            |
| 2004 | Copa do Mundo – Birmingham                |    |        |      |                  |         | 4º                   |                  |            |
| 2005 | Campeonato Mundial de Ginástica Artística |    |        |      |                  |         |                      |                  |            |
| 2005 | Copa do Mundo – Melbourne                 |    |        |      |                  |         |                      |                  |            |
| 2006 | Copa do Mundo – Lyon                      |    |        |      |                  |         |                      |                  |            |
| 2006 | Copa do Mundo – Cottbus                   |    |        |      |                  |         |                      |                  |            |
| 2006 | Campeonato Mundial de Ginástica Artística |    |        |      |                  |         | 5º                   |                  |            |
| 2007 | Jogos Pan-Americanos                      |    |        |      |                  |         |                      |                  |            |
| 2007 | Campeonato Mundial de Ginástica Artística |    |        |      |                  |         |                      |                  |            |
| 2007 | Copa do Mundo – Stuttgart                 |    |        |      |                  |         |                      |                  |            |
| 2008 | Jogos Olímpicos                           |    |        | 6º   |                  |         |                      |                  |            |
| 2008 | Copa do Mundo – Madrid                    |    |        |      |                  |         |                      |                  |            |
| 2009 | Copa do Mundo – Cottbus                   |    |        |      |                  |         |                      |                  |            |
| 2009 | Copa do Mundo – Maribor                   |    |        |      |                  |         | 7º                   |                  |            |
| 2009 | Copa do Mundo – Glasgow                   |    |        |      |                  |         |                      |                  |            |
| 2009 | Copa do Mundo – Moscou                    |    |        |      |                  |         |                      |                  |            |
| 2009 | Campeonato Mundial de Ginástica Artística |    |        | 9º   |                  |         |                      |                  |            |
| 2009 | Copa do Mundo – Osijek                    |    |        |      |                  |         |                      |                  |            |
| 2010 | Jogos Sul-Americanos                      |    |        |      |                  |         |                      |                  |            |
| 2011 | Campeonato Mundial de Ginástica Artística |    |        |      |                  |         |                      |                  |            |
| 2011 | Jogos Pan-Americanos                      |    |        |      |                  |         |                      |                  |            |
| 2013 | Campeonato Mundial de Ginástica Artística |    |        | 5º   |                  |         | 6º                   |                  |            |
| 2014 | Campeonato Mundial de Ginástica Artística |    | 6º     |      |                  |         |                      |                  |            |
| 2015 | Copa do Mundo - Doha                      |    |        |      |                  |         |                      |                  |            |
| 2015 | Copa do Mundo - São Paulo                 |    |        |      |                  |         |                      |                  |            |
| 2016 | Jogos Olímpicos                           |    | 6º     |      |                  |         |                      |                  |            |